# 桂林人民广播电台
桂林人民广播电台，是中国广西壮族自治区桂林市歷史上的一家广播电台，于1959年12月10日开播，2019年5月6日與桂林电视台一同併入桂林广播电视台。
桂林人民广播电台与桂林电视台一度是独立分开的建制单位，其台呼为“桂林人民广播电台xx广播”。

## 历史沿革

### 桂林广播电台
桂林的广播事业可追溯于中华民国大陆时期，1937年6月，广西省政府成立桂林广播电台筹备处。1939年1月1日，桂林广播电台建成试播，但由于设备故障，停止试播，重新安装。同年7月1日第二次试播，7月16日桂林广播电台正式播音，呼号XGOE。发射机功率10千瓦，频率720千周；1940年12月，国民党中央广播事业指导委员会命令桂林广播电台频率改为650千周。1942年9月，该台增设短波发射机1kW，频率12000千周，台址设在桂林市依仁路，为避日机轰炸，发射台设在桂林会仙岩洞内。1944年日军侵占桂林前夕，电台停止播音，其设备疏散到柳州转宜山时丧失。 。

### 桂林人民广播电台
1959年3月5日，中国共产党广西壮族自治区委员会同意建立桂林人民广播电台。4月11日，中央广播事业局批准建立桂林人民广播电台，批复使用中波频率1450kHz。11月1日，桂林人民广播电台开始试播，发射机功率500瓦。 12月10日桂林人民广播电台正式播音，开播时每天播音3次，全天播音7小时10分钟。
1962年5月31日，桂林人民广播电台停播，改为广西人民广播电台转播台。
1982年10月21日，桂林人民广播电台恢复播音，使用频率1485kHz，发射机功率1kW。
2003年，旅游音乐广播开播，频率为FM88.3。
2013年9月，桂林市广播电影电视中心大楼开工建设，位于临桂新区公园北路。建成后桂林人民广播电台将与桂林电视台一起搬迁于此。
2019年5月6日，桂林人民广播电台與桂林电视台一同併入桂林广播电视台。

## 频率
- FM97.7/MW1485 综合广播（城市之声）
- FM91.2 生活广播（最爱912）
- FM88.3 旅游音乐广播（飞扬调频）

## 发射台
桂林人民广播电台三套广播频率在桂林市区东郊的尧山广播电视发射台转播，功率为1-3kW，主要覆盖桂林市区全域。此外通过光纤网将广播信号传输到12县市的10个广播电视发射台转播，各县发射台发射功率为500W。